# فرنسيس هنري تايلور
فرنسيس هنري تايلور (بالإنجليزية: Francis Henry Taylor)‏ هو أمين متحف أمريكي، ولد في 1903 في فيلادلفيا في الولايات المتحدة، وتوفي في 1957.

## وصلات خارجية
- فرنسيس هنري تايلور على موقع IMDb (الإنجليزية)